# Carlos Antonio Demattei
Capt. Carlos Antonio Demattei (Villarrica, 4 de septiembre de 1909 - Saavedra, Boquerón, 9 de diciembre de 1932) fue un militar paraguayo, héroe de guerra que luchó en la Guerra del Chaco (1932-1935).

## Biografía
Carlos Antonio Demattei nació en Villarrica, capital del Departamento del Guairá el 4 de septiembre de 1909 hijo de Eusebio Antonio Demattei Cabral y de Victoria Carmen Texeira Santa Cruz.
Héroe paraguayo de la Guerra del Chaco, Carlos Antonio Dematei fue un Oficial del Cuadro Permanente, quien recibió su despacho de Teniente 2° en el arma de Infantería el 23 de diciembre de 1929, junto a la remesa N° 14 de Oficiales egresados de la Escuela Militar de Asunción.
El Guaireño Carlos Dematei, siendo Teniente 1°, cayó heroicamemte en la Batalla de Saavedra el 9 de diciembre de 1932. El Teniente 1º Demattei era Oficial integrante del Regimiento de Infantería Nº 1 "2 de Mayo". Tras su muerte, fue ascendido de manera póstuma al rango inmediato superior de Capitán de Infantería.
El "Cruce Demattei", antiguo "El Cruce" (de caminos) boliviano, cuando este lugar cayó en poder de los paraguayos, fue rebautizado con el nombre de "Capitán Carlos A. Demattei", en homenaje a este Héroe caído en acción de combate.
El Capitán Carlos Antonio Demattei, recibió la Condecoración al Valor Militar “Cruz del Chaco” de manera póstuma, en una Ceremonia realizada el Sábado 28 de septiembre de 1935 frente a la Iglesia Catedral de Villarrica, Capital del Departamento del Guairá, tres meses y medio después de finalizar los combates en el Chaco. En aquella ocasión, el General José Félix Estigarribia, acompañado por Jefes y Oficiales del Estado Mayor General y de la Guarnición de Asunción, así como un grupo de distinguidas damas, se trasladó a Villa Rica para imponer las condecoraciones “Cruz del Chaco” y “Cruz del Defensor”, a los excombatientes residentes en Villa Rica y a los deudos de los héroes guaireños que cayeron en el campo de batalla. Entre otras personas homenajeadas, el señor Antonio Demattei, padre del Capitán Carlos Antonio Demattei, muerto en acción en el sector Saavedra (Kilómetro 7), el Viernes 9 de diciembre de 1932, recibió la “Condecoración Cruz del Chaco” de manos del mismo General José Félix Estigarribia.